# Стипси
Стипси (на гръцки: Στύψη) е село в Република Гърция, разположено на остров Лесбос, област Северен Егей. Селото има население от 1024 души (2001). В селото има две църкви - „Успение Богородично“ (1805) и „Света Троица“ (1924).

## Личности
Родени в Стипси
- Вениамин I Константинополски (1871 – 1946), вселенски патриарх от 1936 до 1946
- Герман Каравангелис (1866 – 1935), гръцки духовник, костурски митрополит
- Евгений Теологу (1885 – 1956), гръцки духовник, неврокопски митрополит